# Сваляне на руски Су-24 в Сирия
На 24 ноември 2015 г. руски бомбардировач Су-24, участващ във военната интервенция на Русия в Сирия, е свален с ракета въздух-въздух от турски изтребител Ф-16 близо до сирийско-турската граница. Според Руското министерство на отбраната Су-24 е свален на височина 6000 м на 1 км от турската граница в сирийското въздушно пространство докато се връщал в авиобаза Хмеймим и паднал на 4 км от нея в района Байбурджак.
Според главнокомандващия на Руските ВВС ген.-полк.Виктор Бондаренко двата турски Ф-16 са се намирали в зоната на дежурството в продължение на 75 минути на височина 2400 м, което означава, че акцията е била предварително планирана и двата турски Ф-16 са имали готовност да действат от засада във въздуха над територията на Турция. Според Бондаренко, ако турските изтребители е трябвало да излетят от базата си в Диарбекир, за да прехванат руския самолет, те биха имали 46 минути до мястото, откъдето са изстреляли ракетата, а Су-24 се е намирал в зоната на засичане от радиолокационните средства на военновъздушните сили на Турция само 34 минути. Според него турският Ф-16 навлиза в сирийското въздушно пространство за 40 секунди и лети 2 километра над сирийска територия, а руския бомбардировач не нарушава турската граница.
Екипажът на самолета катапултира. Пилотът подп. Олег Пешков е убит при приземяването си с парашут от сирийски туркмени. Офицерът за оръжейните системи кап. Константин Мурахтин е спасен от специални подразделения на руските и сирийските въоръжени сили от авиобаза Хмеймим. В хода на спасителната операция загива матрос Александър Позинич, когато е унищожен от бунтовниците един вертолет Ми-8.
Това е първото сваляне на руски самолет от държава членка на НАТО от Корейската война през 1950-те години насам. Русия остро осъжда свалянето, което по думите на президента Владимир Путин е „удар с нож в гърба от съучастници на терористите (от Ислямска държава)“, а НАТO се опитва да уталожи ситуацията. Като реакция от турското действие, Русия разполага ракетния крайцер „Москва“, въоръжен с ракети С-300 с далечен обсег на действие при сирийския бряг на Латакия и мобилна ракетна система С-400 в авиобаза Хмеймим.
Действията на Турция предизвикват силно влошаване на руско-турските отношения.